# Anklagemyndigheden
Anklagemyndigheden er Danmarks anklagemyndighed og har som kerneopgave at føre straffesager ved domstolene. Anklagemyndigheden arbejder for, at skyldige bliver retsforfulgt og draget til ansvar, og at uskyldige ikke bliver straffet.
Anklagemyndigheden består af Rigsadvokaten, Statsadvokaten i København, Statsadvokaten i Viborg, Statsadvokaten for Særlig Kriminalitet og anklagemyndigheden i landets politikredse. Rigsadvokaten fører sagerne i Højesteret, statsadvokaterne fører sagerne i landsretterne, og anklagemyndigheden i politikredsene fører sagerne i byretterne.
Øverste chef i anklagemyndigheden er rigsadvokaten.
I alt beskæftiger anklagemyndigheden ca. 1.300 ansatte, hvoraf størstedelen har en juridisk baggrund. Anklagemyndigheden hører organisatorisk under Justitsministeriet.

## Anklagemyndighedens organisation
Anklagemyndigheden er inddelt i tre niveauer: Rigsadvokaten, statsadvokaterne og anklagemyndigheden i politikredsene. Disse tre niveauer fører straffesager i landets retsinstanser, der ligeledes er inddelt i tre niveauer: Højesteret, landsretterne og byretterne.

### Rigsadvokaten
Rigsadvokaten udgør den øverste del af anklagemyndigheden. Rigsadvokaten fører straffesager i Højesteret og indbringer sager for Den Særlige Klageret i tilfælde, hvor sagen blandt andet omhandler dommere eller andet juridisk personale, eller hvor en sag skal genoptages. Rigsadvokaten løser desuden anklagemyndighedens opgaver i forhold til Justitsministeriet, Folketinget og øvrige overordnede myndigheder og deltager i det internationale samarbejde. Derudover fører Rigsadvokaten tilsyn med statsadvokaternes behandling af straffesager.
Rigsadvokaten bliver ledet af en rigsadvokat, der også er leder for anklagemyndigheden. Siden 2018 har Jan Reckendorff været rigsadvokat.

### Statsadvokaterne
Danmark har tre statsadvokaturer. Her fører man de straffesager, der er anket fra byretten til landsretten. Statsadvokaten i Viborg fører straffesager i Vestre Landsret, og Statsadvokaten i København fører straffesager i Østre Landsret. Statsadvokaten for Særlig Kriminalitet fører straffesager, der har en særlig høj grad af kompleksitet inden for økonomisk, international og organiseret kriminalitet. De kan både føres i Vestre og Østre Landsret.
Ud over at føre ankesager ved landsretten fører statsadvokaturerne også tilsyn med politikredsenes behandling af straffesager. Man behandler også klager over afgørelser, som er truffet i politikredsene, og erstatningssager, i forbindelse med at en uskyldig er blevet retsforfulgt.
Statsadvokaterne bliver ledet af en statsadvokat, som er en erfaren jurist. Under sig har statsadvokaten typisk to vicestatsadvokater. Statsadvokat ved Statsadvokaten i Viborg hedder Jakob Berger Nielsen. Statsadvokat ved Statsadvokaten i København hedder Lise-Lotte Nilas. Og statsadvokat ved Statsadvokaten for Særlig Kriminalitet hedder Jens-Christian Bülow.

### Anklagemyndigheden i politikredsene
I Danmark har vi 12 politikredse, og med Færøernes Politi og Politimesteren i Grønland (som begge opererer under egen retspleje- og straffelov) har vi 14 politikredse i hele Rigsfællesskabet. Derudover har vi den landsdækkende National enhed for Særlig Kriminalitet, der organisatorisk er sidestillet med politikredsene.
Anklagemyndigheden i politikredsene fører straffesagerne i de 24 danske byretter.
Topledelsen i politikredsen består af:
- Politidirektøren
- Chefanklageren
- Chefpolitiinspektøren
- Stabschefen

Politidirektøren er øverste chef for politikredsen og har det overordnede ansvar for både politiets og anklagemyndighedens virksomhed i kredsen. Politidirektøren har typisk en juridisk uddannelse, men det er ikke et krav. Politidirektøren refererer både til Rigspolitichefen og til Rigsadvokaten.
Chefanklageren er leder af anklagemyndigheden i politikredsen. Chefanklageren er jurist og har en betydelig erfaring med at føre straffesager.
Chefpolitiinspektøren er leder af politiet i politikredsen. Chefpolitiinspektøren er uddannet i politiet.
Stabschefen er ansvarlig for den administrative del af politikredsen, som understøtter, at politikredsen hviler på et solidt økonomisk, fagligt og personalemæssigt fundament.
De 14 politikredse i Rigsfællesskabet er:
1. Bornholms Politi
2. Fyns Politi
3. Færøernes Politi
4. Grønlands Politi
5. Københavns Politi
6. Københavns Vestegns Politi
7. Midt- og Vestjyllands Politi
8. Midt- og Vestsjællands Politi
9. Nordjyllands Politi
10. Nordsjællands Politi
11. Syd- og Sønderjyllands Politi
12. Sydsjællands og Lolland-Falsters Politi
13. Sydøstjyllands Politi
14. Østjyllands Politi

Derudover er den landsdækkende National enhed for Særlig Kriminalitet organisatorisk sidestillet med politikredsene.

## Anklagemyndighedens forhold til Justitsministeriet
Anklagemyndigheden er ifølge retsplejeloven underlagt Justitsministeriet. Anklagemyndigheden er derfor formelt set en del af den udøvende magt i Danmark og er opbygget som en traditionel, hierarkisk forvaltningsmyndighed.
Anklagemyndigheden er funktionelt uafhængig af Justitsministeriet på grund af et princip om, at man fra det politiske niveau ikke blander sig i konkrete straffesager. Dog har justitsministeren ifølge retsplejeloven kompetence til i helt særlige tilfælde at give anklagemyndigheden et såkaldt pålæg om at føre eller frafalde konkrete straffesager. Det vil sige, at justitsministeren kan pålægge anklagemyndigheden at føre en konkret straffesag, hvis der er objektive beviser, der berettiger en strafforfølgelse. Desuden kan justitsministeren lade en tiltale frafalde, hvis helt særlige hensyn taler for det. Begge dele kræver, at ministeren underretter Folketinget.  
Desuden fremgår det også af straffeloven, at justitsministeren har påtalebeføjelser i forbindelse med forbrydelser mod statens selvstændighed og sikkerhed, forbrydelser mod statsforfatningen og de øverste statsmyndigheder samt terrorisme. Det vil sige, at justitsministeren i sådanne sager kan pålægge anklagemyndigheden at rejse eller frafalde en tiltale inden for straffelovens paragraffer, der omhandler forbrydelser mod statens selvstændighed og sikkerhed, mod statsforfatningen og de øverste statsmyndigheder, eller i terrorsager.
Som øverste forvaltningschef for anklagemyndigheden er justitsministeren underlagt almindelige forvaltningsretlige principper. Det indebærer blandt andet, at hverken justitsministeren eller resten af regeringen kan give pålæg om at rejse sager, der er i strid med det objektivitetsprincip, som anklagemyndigheden er underlagt som følge af retsplejeloven. Objektivitetsprincippet bestemmer, at anklagemyndighedens opgave er at sikre, at skyldige bliver draget til ansvar, og at forfølgning af uskyldige ikke finder sted.

## Anklagemyndighedens arbejde med straffesagen
En straffesag starter altid med, at politiet efterforsker en forbrydelse. Politiet leder i den forbindelse efter beviser og vidner, der kan bidrage til at opklare forbrydelsen. Hvis politiet vurderer, at der er en rimelig grund til at mistænke en person, bliver den pågældende sigtet for forbrydelsen.
Herefter overleverer politiet sagen til anklagemyndigheden, som bestemmer, hvad der videre skal ske. Hvis anklagemyndigheden vurderer, at der er beviser nok til at få en sigtet dømt, rejser anklagemyndigheden tiltale. Den mistænkte går dermed fra at være sigtet til at være tiltalt. Det betyder helt konkret, at anklagemyndigheden sender et anklageskrift, der beskriver den strafbare handling, til retten og den tiltalte. Retten berammer derefter sagen. Det betyder, at der fastsættes en dato og et tidspunkt for retsmødet i sagen.
Sagen behandles på de fastsatte datoer. Der kan afsiges dom på sidste retsdag, eller sagen kan optages til dom. Det vil sige, at dommen afsiges en anden dag.
Hvis sagen er behandlet i første instans, byretten, kan den ankes til landsretten. Når der er faldet dom i landsretten, kan forsvarsadvokaten eller anklagemyndigheden ansøge Procesbevillingsnævnet om tredjeinstansbevilling. Nævnet kan herefter give tilladelse til, at sagen indbringes for Højesteret. Det kræver, at sagen rejser spørgsmål af principiel karakter, eller at særlige grunde i den konkrete sag taler for det.